# Welluck
Welluck ist ein Gemeindeteil der Oberpfälzer Stadt Auerbach in der Oberpfalz im Landkreis Amberg-Sulzbach in Bayern.

## Geschichte
Durch eine Schenkung von Kaiser Heinrich II. kam das Gebiet von Welluck 1016 an das Bistum Bamberg und wurde ein Bamberger Lehen. Als solches wurde es den Grafen von Kastl und den Grafen von Sulzbach als Schirmvögten des Bistums Bamberg übertragen. Der aus der Kastler Linie entstammende Friedrich III. von Pettendorf verstarb 1119 ohne männliche Nachkommen und so fielen seine Lehensgüter wieder an das Bistum zurück.

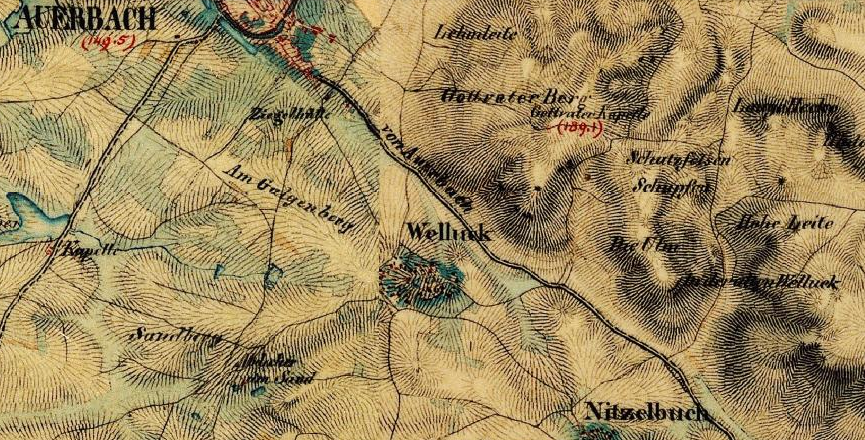
Welluck mit Nitzlbuch und Auerbach auf dem Urkataster von Bayern

Bischof Otto von Bamberg übergab Welluck zusammen mit weiteren 48 Ortschaften laut der Stiftungsurkunde vom 6. Mai 1119 an das Klosters Michelfeld. Welluck wurde erst 1184 nach Auerbach eingepfarrt, während viele andere Orte bereits 1144 zu der zur selbständig erhobenen Pfarrei Auerbach kamen. Die Wellucker gingen seitdem dorthin zur Kirche und begruben ihre Toten auf dem Auerbacher Friedhof. Bei dem Kloster Michelfeld blieb weiterhin die grundhoheitliche sowie die niedere und freie Gerichtsbarkeit sowie der Zehnt über Welluck. Die Verwaltung des Klosters Michelfeld war in drei Vogteie aufgeteilt. Die Obere Vogtei war in Nasnitz angesiedelt, eine zweite bestand in Büchenbach (Pegnitz), wo der Pfleger von Hollenberg saß. Die Untere Vogtei hatte ihren Sitz in Ebersberg. Zu dieser Vogtei gehörten damals die Dörfer Ebersberg, Welluck, Nitzlbuch, Gänlas, Nunkas, Kaundorf, Sommerhau, Wolframs, sowie Ober- und Unterfrankenohe. Jedes Jahr fanden drei Gerichtssitzungen in Ebersberg statt: die erste nach Walburgi (Anfang Mai), die zweite nach Michaeli (Ende September) und die dritte nach Dreikönig. Das Gericht bestand aus dem Klosterrichter von Michelfeld, dem Landrichter von Auerbach und sechs Schöffen. Von  1374 bis 1690 stand auf einem  Sandsteinhügel am Weg von Auerbach nach Welluck (am Galgenberg oder am Rabenstein) der Galgen. Die letzte Delinquentin war Anna Schleicher, die als Kindsmörderin aus der Pfarrgemeinde Hopfenohe 1621 hingerichtet wurde. 1621 wurde die Richtstätte nach Amberg verlegt, der Galgen blieb aber weiterhin bestehen.
1573 gab es in Welluck 16 Anwesen, 19 Personen aus Welluck mussten 1542 Türkensteuer zahlen. Im  Dreißigjährigen Krieg erlebte die ganze Gegend schwere Plünderungen, 1641 brannten die Schweden bei ihrem Abzug halb Welluck ab. 1650 wurden dort wieder 20 Anwesen gezählt. Bis 1905 vermehrten sich diese auf 23 Anwesen, 2006 wurden in Welluck 71 Anwesen gezählt.
1803 wurde durch die Säkularisation das Kloster Michelfeld aufgehoben und die Hoheits- und Zehentrechte gingen an den Staat Bayern. 1818 wurde durch das bayerische Gemeindeedikt die Ruralgemeinde Nitzlbuch gebildet. Diese bestand aus den Orten Welluck, Sand, Nitzlbuch und Sackdilling. Bis zum 30. April 1978 war Welluck ein Gemeindeteil der Gemeinde Nitzlbuch, die am 1. Mai 1978 aufgelöst und vollständig in die Stadt Auerbach eingegliedert wurde.

## Sehenswürdigkeiten

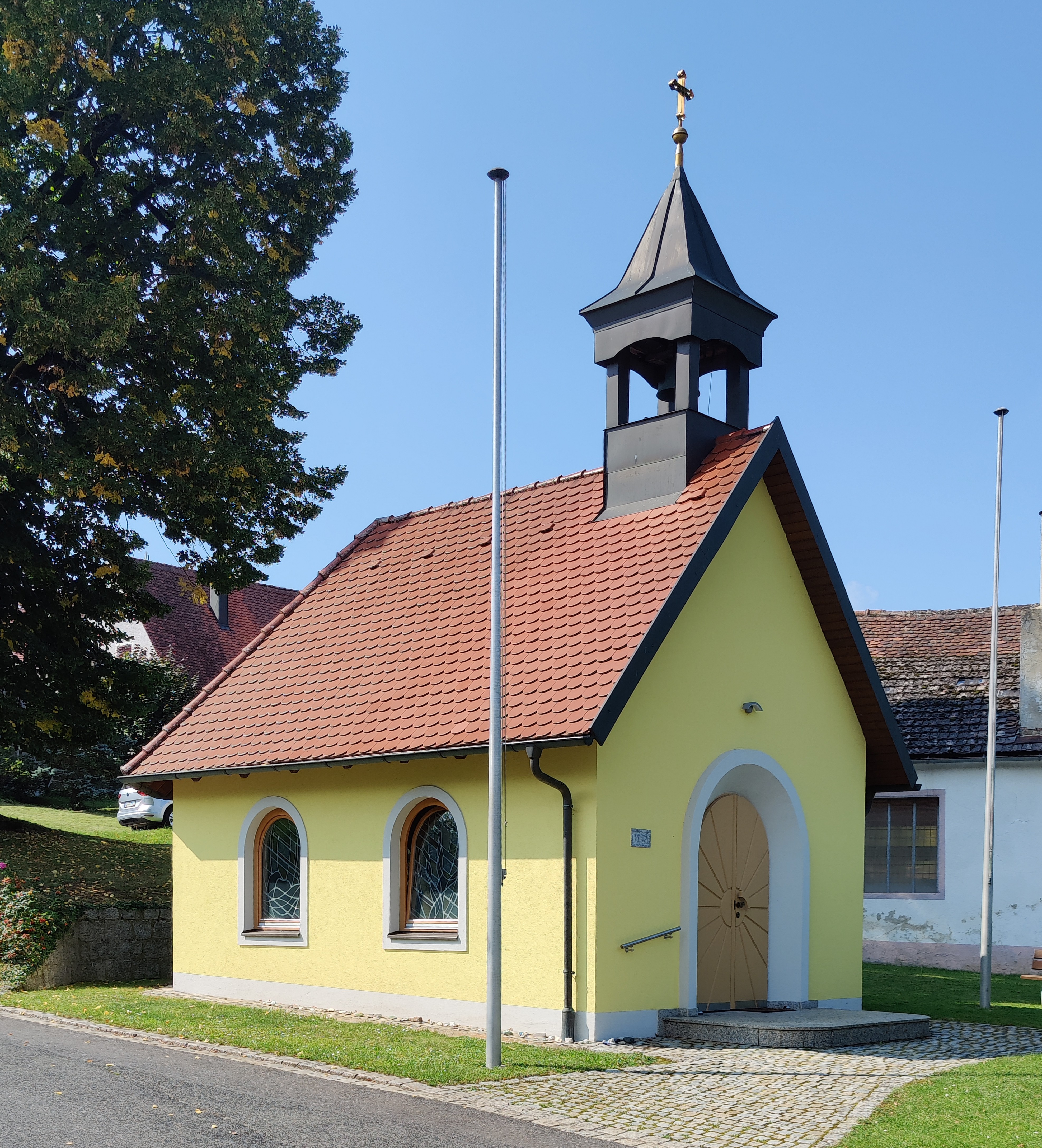
Kapelle Zur Heiligen Familie

In Welluck entschloss sich die Dorfgemeinschaft 1993 zum Bau eines Gotteshauses Zur Heiligen Familie. Der erste Spatenstich fand am 3. Juni 1995 statt und am 29. Juni 1997 wurde die Kapelle eingeweiht.
Besonderheiten in der Kapelle sind die sechs Buntglasfenster aus der Werkstatt von Wolfgang Höller aus Eschenbach in der Oberpfalz. Für den Altar schuf der Künstler Peter Kuschel aus Etzelwang eine Bronzeplastik an der Wand mit einem Kruzifix, das den auferstandenen Christus zeigt, der mit ausgebreiteten Armen die Menschheit und die ganze Welt umfasst. An der Decke der Kapelle wurde als Schlussstein das Wappen der ehemaligen Gemeinde Nitzlbuch eingefügt. Eine Besonderheit stellt auch das Weihwasserbecken neben der Tür dar, das zur Erinnerung an den Eisenerzbergbau in der Grube Maffei von dem Handwerker Werner Kormann gestaltet wurde, dieses besteht aus einem Erzbrocken und darin befindet sich eine Schale aus Edelstahl.
Seit Weihnachten 1996 ist dort die alte Glocke von Dornbach mit einem Durchmesser von 0,557 m angebracht; diese kam 1949 durch Pfarrer Johann Ritter an die Familie Meisel in Welluck und hängt seit 1996 in der Kapelle Zur Heiligen Familie. Die lateinische Umschrift ist in gotischen Minuskeln verfasst und lautet „ave maria gratia plena dominus tecum“, zwischen den einzelnen Wörtern sind kleine Glöckchen als Trennzeichen eingefügt. Auf dem Glockenmantel ist die römische Zahl MCCCCXXXVIII (1438) zu lesen. Sie dürfte damit eine der ältesten Glocken im Landkreis sein.

## Verkehr
Welluck lag an der Bahnstrecke Ranna–Auerbach.

## Persönlichkeiten
- Johann Baptist Metz (1928–2019), katholischer Theologe, in Welluck geboren